# Aimargues
Aimargues é uma comuna francesa na região administrativa de Occitânia, no departamento de Gard. Estende-se por uma área de 26,48 km². Em 2010 a comuna tinha 5 734 habitantes (densidade: 216,5 hab./km²).